# Ministrowie zdrowia Irlandii
Minister zdrowia i dzieci (irl. Aire Sláinte agus Leanaí), stanowisko ministerialne w rządzie Irlandii. Minister stoi na czele Departamentu zdrowia i dzieci (irl. An Roinn Sláinte agus Leanaí) i odpowiada za całokształt opieki zdrowotnej w Irlandii. Urząd powstał w 1947, kiedy sprawy zdrowotne wydzielono z kompetencji ministerstwa samorządu lokalnego.

## Ministrowie zdrowia Irlandii
| Minister                  | Czas urzędowania                     |
| ------------------------- | ------------------------------------ |
| James Ryan                | 22 stycznia 1947 – 18 lutego 1948    |
| Noël Browne               | 18 lutego 1948 – 11 kwietnia 1951    |
| John A. Costello (p.o)    | 12 kwietnia 1951 – 13 czerwca 1951   |
| James Ryan                | 13 czerwca 1951 – 2 czerwca 1954     |
| Tom O’Higgins             | 2 czerwca 1954 – 20 marca 1957       |
| Seán MacEntee             | 20 marca 1957 – 21 kwietnia 1965     |
| Donagh O’Malley           | 21 kwietnia 1965 – 13 czerwca 1966   |
| Seán Flanagan             | 13 czerwca 1968 – 2 lipca 1969       |
| Erskine Hamilton Childers | 2 lipca 1969 – 14 marca 1973         |
| Brendan Corish            | 14 marca 1973 – 5 lipca 1977         |
| Charles Haughey           | 5 lipca 1977 – 11 grudnia 1979       |
| Michael Woods             | 12 grudnia 1979 – 30 czerwca 1981    |
| Eileen Desmond            | 30 czerwca 1981 – 9 marca 1982       |
| Michael Woods             | 9 marca 1982 – 14 grudnia 1982       |
| Barry Desmond             | 14 grudnia 1982 – 20 stycznia 1987   |
| John Boland               | 20 stycznia 1987 – 10 marca 1987     |
| Rory O’Hanlon             | 10 marca 1987 – 14 listopada 1991    |
| Mary O’Rourke             | 14 listopada 1991 – 11 lutego 1992   |
| John O’Connell            | 11 lutego 1992 – 12 stycznia 1993    |
| Brendan Howlin            | 12 stycznia 1993 – 17 listopada 1994 |
| Michael Woods             | 17 listopada 1994 – 15 grudnia 1994  |
| Michael Noonan            | 15 grudnia 1994 – 26 czerwca 1997    |
| Brian Cowen               | 26 czerwca 1997 – 12 lipca 1997      |

## Ministrowie zdrowia i dzieci Irlandii
| Minister       | Czas urzędowania                    |
| -------------- | ----------------------------------- |
| Brian Cowen    | 12 lipca 1997 - 27 stycznia 2000    |
| Micheál Martin | 27 stycznia 2000 - 29 września 2004 |
| Mary Harney    | 29 września 2004 - 19 stycznia 2011 |
| Mary Coughlan  | 19 stycznia 2011 - 9 marca 2011     |

## Ministrowie zdrowia Irlandii
| Minister     | Czas urzędowania |
| ------------ | ---------------- |
| James Reilly | 9 marca 2011 -   |